# Список глав Латвии

Штандарт президента Латвии

Список глав Латвии включает в себя лиц, возглавлявших Латвию независимо от наименования должности, включая лиц, возглавлявших государство в период образования его создания() и руководителей советской республики в составе СССР().
Использованная в первом столбце таблиц нумерация является условной (последовательность номеров указана для лиц, являвшихся президентами республики); также условным является использование в первом столбце цветовой заливки, служащей для упрощения восприятия принадлежности лиц к различным политическим силам без необходимости обращения к столбцу, отражающему партийную принадлежность. Наряду с партийной принадлежностью, в столбце «Партия» также отражён внепартийный (независимый) статус персоналий. В таблицах в столбце «Выборы» отражены состоявшиеся выборные процедуры или иные основания получения полномочий. Для удобства список разделён на принятые в историографии периоды истории страны. Приведённые в преамбулах к каждому из разделов описания этих периодов призваны пояснить особенности её политической жизни.

## Диаграмма пребывания в должности

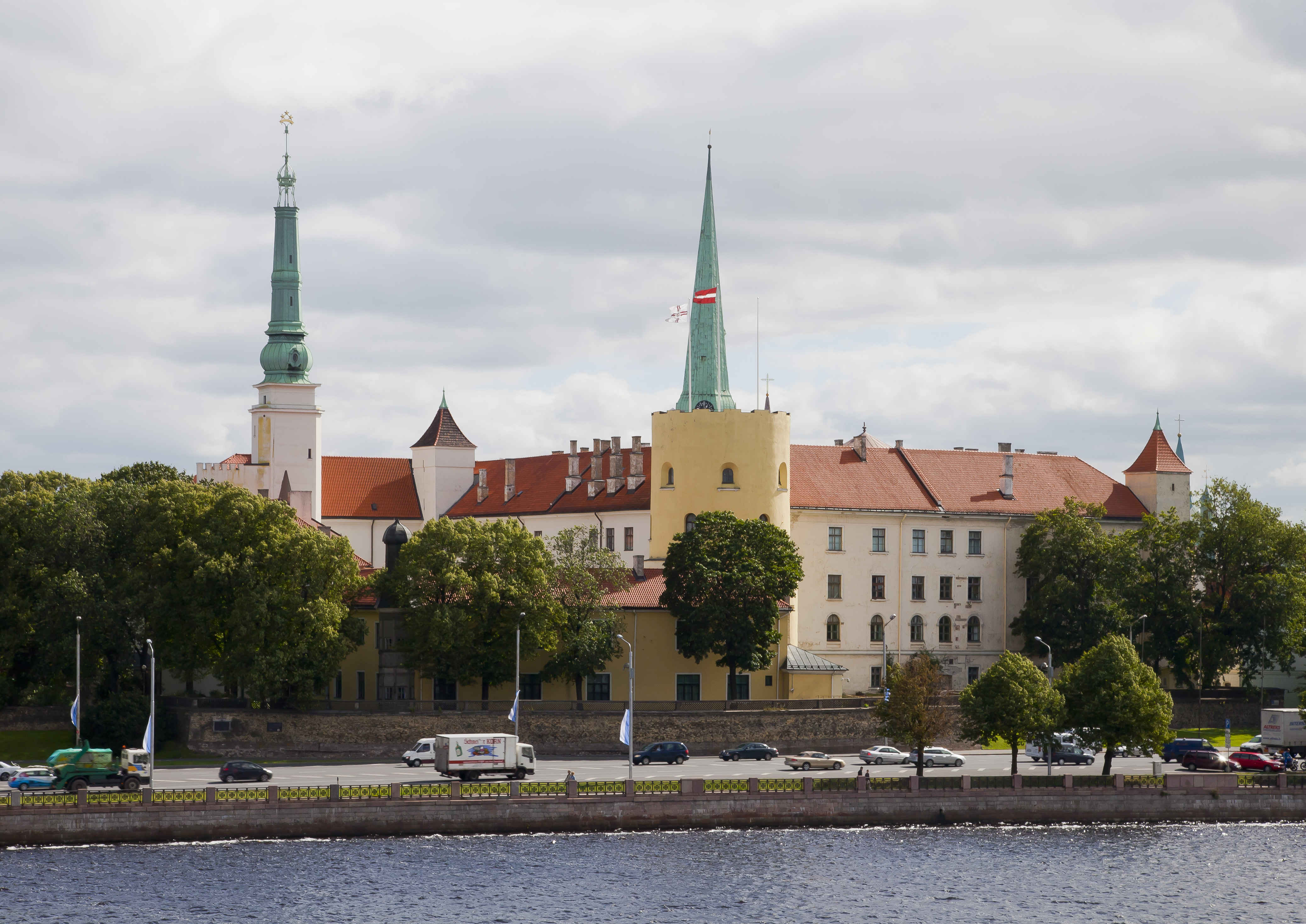
Рижский замок. Резиденция президента Латвии

## Создание латвийского государства (1918—1920)
Период создания независимого латвийского государства характеризовался наличием трёх различных центров государственной власти: советского, поддерживаемого РСФСР, прогерманского и националистического
. Борьба за независимость Латвии (латыш. Latvijas brīvības cīņas), или Освободительная война Латвии (латыш. Latvijas atbrīvošanas karš), включала в себя боевые действия, начавшиеся в конце 1918 года после завершения Первой мировой войны и провозглашения независимости страны Народным советом Латвии, и закончившиеся подписанием Рижского договора между Латвией и РСФСР.

### Республика Исколата (1918)

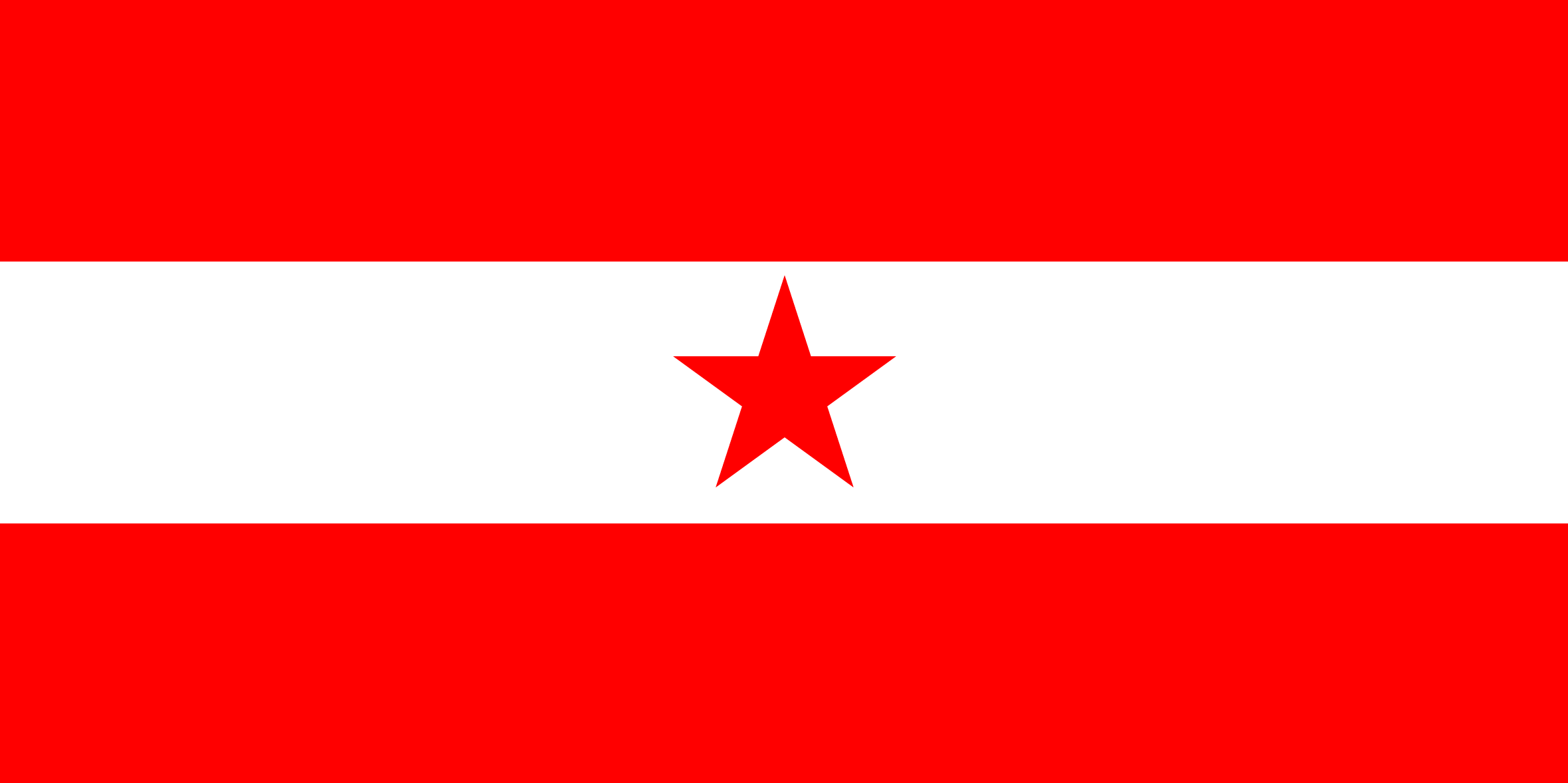
Флаг Исколата

Республика Исколата (латыш. Iskolata Republika) — условное название латвийского советского государственного образования на неоккупированной германскими войсками территории Видземе и Латгалии. 24 декабря 1917 (6 января 1918) года в латвийском городе Валка созданный 30 июля (12 августа) 1917 года Исполнительный комитет Совета рабочих, солдатских и безземельных депутатов Латвии («Исколат») (латыш. Latvijas strādnieku, kareivju un bezzemnieku deputātu padomes izpildkomiteja — jeb «Iskolats») принял декларацию о самоопределении Латвии в составе Советской России. Председателем Президиума Исполнительного комитета «Республики Исколата» стал Фрицис Розиньш. 18—22 февраля 1918 года германские войска заняли всю территорию Латвии, в связи с чем 20 февраля 1918 года Исколат был эвакуирован в Москву, а 4 апреля 1918 года ликвидирован.
|        | Портрет | Имя (годы жизни)                                                                | Полномочия                      | Полномочия      | Партия                   | Кабинет | Пр.                 |
| Начало | Портрет | Имя (годы жизни)                                                                | Окончание                       |                 | Партия                   | Кабинет | Пр.                 |
| ------ | ------- | ------------------------------------------------------------------------------- | ------------------------------- | --------------- | ------------------------ | ------- | ------------------- |
|        |         | Фрицис Розиньш (1870—1919) латыш. Fricis Roziņš в России Фрицис Адамович Розинь | 24 декабря 1917 (6 января 1918) | 20 февраля 1918 | Социал-демократия Латвии | Исколат | [ 9 ] [ 10 ] [ 11 ] |

### Народный совет Латвии (1918—1920)
16 (29) ноября 1917 года в Валке латышскими национальными партиями был создан Латышский временный национальный совет (латыш. Latviešu Pagaidu Nacionālā padome) под председательством Волдемара Замуэлса, объявленный единственным и полноправным органом, представляющим интересы латышского народа, задачами которого были названы созыв Конституционного собрания Латвии, разработка проекта автономии и территориальное объединение латышских земель. 17 ноября 1918 года на его основе после объединения с «Демократическим блоком» (латыш. Demokratiskais bloks), был сформирован Народный совет Латвии (латыш. Latvijas Tautas padome), ставший временным законодательным органом и провозгласивший на следующий день независимость Латвийской республики. Заочно его председателем (латыш. Tautas padomes priekšsēdētāja) был избран Янис Чаксте (до принятия им этих полномочий обязанности президента совета одновременно исполняли Густав Земгалс и Маргерс Скуениекс).
К началу февраля 1919 года Временное правительство сохранило контроль только над районом портового города Лиепая, а с 16 апреля 1919 года местом его пребывания стал стоявший на рейде Лиепаи пароход «Саратов», находившийся под охраной подразделений Антанты. 27 июня 1919 года правительство Улманиса смогло сойти на берег в Лиепае, а 8 июля 1919 года, после вступления в силу перемирия с Железной дивизией и Прибалтийским ландесвером (вошедшим в состав латвийской армии), вернулось на «Саратове» в Ригу.
Народный совет продолжал действовать до 1 мая 1920 года (начала работы Учредительного собрания).
|        | Портрет | Имя (годы жизни)                                        | Полномочия     | Полномочия   | Партия                                                         | Пр.                  |
| Начало | Портрет | Имя (годы жизни)                                        | Окончание      |              | Партия                                                         | Пр.                  |
| ------ | ------- | ------------------------------------------------------- | -------------- | ------------ | -------------------------------------------------------------- | -------------------- |
|        |         | Янис Чаксте (1859—1927) латыш. Jānis Čakste             | 17 ноября 1918 | 1 мая 1920   | Латышский крестьянский союз                                    | [ 18 ] [ 19 ] [ 20 ] |
| и. о.  |         | Маргерс Скуениекс (1886—1941) латыш. Marģers Skujenieks | 18 ноября 1918 | 13 июля 1919 | Латвийская социал-демократическая рабочая партия (меньшинства) | [ 21 ] [ 22 ] [ 23 ] |
| и. о.  |         | Густавс Земгалс (1871—1939) латыш. Gustavs Zemgals      | 18 ноября 1918 | 13 июля 1919 | Латвийская радикально-демократическая партия                   | [ 24 ] [ 25 ] [ 26 ] |

### Латвийская Социалистическая Советская Республика (1918—1920)

Герб ЛССР

Латвийская Социалистическая Советская Республика (латыш. Latvijas Sociālistiskā Padomju Republika) — государственное образование, существовавшее на части территории Латвии с декабря 1918 года по январь 1920 года. 4 декабря 1918 года Центральный комитет Социал-демократии Латвии совместно с представителями Советов депутатов крупнейших городов сформировал Временное рабоче-крестьянское правительство Латвии под председательством Петра Стучки, которое 17 декабря 1918 года обнародовало манифест об установлении советской власти. 22 декабря 1918 года В. И. Ленин подписал «Декрет Совета Народных Комиссаров о признании независимости Советской Республики Латвии», а 3 января 1919 года подразделения красных латышских стрелков, ставшие основой армии советской Латвии, вступили в Ригу.
С 13 по 15 января 1919 года в Риге состоялся I съезд Объединённых Советов рабочих, безземельных и стрелковых депутатов Латвии (латыш. Strādnieku, bezzemnieku un strēlnieku padomju apvienotais kongress), принявший конституцию ЛССР и утвердивший составы Центрального исполнительного комитета Латвии (латыш. Latvijas Centrālo izpildkomiteju) и Совета уполномоченных (правительства, латыш. komisāru padomes). К началу февраля 1919 года советское правительство контролировало почти всю территорию Латвии, однако уже 22 мая 1919 года оставило Ригу (где разместилось прогерманское правительство Андриевса Ниедры) и переехало сначала в Даугавпилс, а 11 июня 1919 года — в Резекне. В январе 1920 года при поддержке польских войск армия Латвии заняла всю территорию страны. 3 января 1920 года правительство Стучки объявило о самороспуске.
|                | Портрет       | Имя (годы жизни)                                                               | Полномочия                                                                                           | Полномочия     | Партия                   | Должность | Пр.           |
| Начало         | Портрет       | Имя (годы жизни)                                                               | Окончание                                                                                            |                | Партия                   | Должность | Пр.           |
| -------------- | ------------- | ------------------------------------------------------------------------------ | --- | -------------- | ------------------------ | --- | ------------- |
|                |               | Петерис Стучка (1865—1932) латыш. Pēteris Stučka в России Пётр Иванович Стучка | 4 декабря 1918                                                                                       | 13 января 1919 | Социал-демократия Латвии | председатель Временного рабоче-крестьянского правительства латыш. priekšsēdētājs pagaidu strādnieku-zemnieku valdību | [ 34 ] [ 35 ] |
| 13 января 1919 | 3 января 1920 | Петерис Стучка (1865—1932) латыш. Pēteris Stučka в России Пётр Иванович Стучка | председатель Центрального исполнительного комитета латыш. Centrālās izpildu komitejas priekšsēdētājs |                | Социал-демократия Латвии | | [ 34 ] [ 35 ] |

### Прогерманское правительство Ниедры (1919)

Флаг прибалтийского ландесвера

К февралю 1919 года армия советской Латвии заняла большую часть территории страны, за исключением района портового города Лиепаи, оставшегося под контролем Временного правительства, сформированного Народным советом Латвии и возглавляемого Карлисом Улманисом. 16 апреля 1919 года отряд балтийских немцев сверг правительство Улманиса, бежавшее на пароход «Саратов». 26 апреля 1919 года прибывший в Лиепаю лютеранский пастор Андриевс Ниедра узнал, что путчисты выбрали его главой нового правительства. Отказавшись от должности, Ниедра выступил посредником между путчистами (во главе с заместившим его Оскарсом Фридрихсом Борковскисом) и Улманисом о включении в его кабинет представителей балтийских немцев. После провала переговоров Ниедра согласился возглавить прогерманское правительство, которое 22 мая 1919 года переехало в Ригу, занятую Железной дивизией и Прибалтийским ландесвером. В июне 1919 года эти подразделения, оттеснившие на восток армию советской Латвии, на севере были разбиты в Цесисской битве эстонскими вооружёнными силами, включавшими поддерживающие Улманиса латышские части. Правительство Ниедры было распущено 27 июня 1919 года.

## Учредительное собрание (1920—1922)
Начавшее работать 1 мая 1920 года Учредительное собрание приняло Декларацию о латвийском государстве (27 мая 1920 года) и Временные правила о государственном устройстве Латвии (1 июня 1920 года), в соответствии с которыми 11 июня 1920 года было сформировало первое постоянное правительство Латвии во главе с Карлисом Улманисом. 11 августа 1920 года в Риге был подписан договор, по которому правительство Советской России
...признаёт безоговорочно независимость, самостоятельность и суверенность Латвийского Государства и отказывается добровольно и на вечные времена от всяких суверенных прав кои принадлежали России в отношении к латвийскому народу и земле...
15 февраля 1922 года была принята первая часть конституции (оставшаяся единственной после отклонения второй части), которая вступила в силу 7 ноября 1922 года с истечением полномочий Учредительного собрания.
|        | Портрет | Имя (годы жизни)                            | Полномочия | Полномочия    | Партия                      | Пр.                  |
| Начало | Портрет | Имя (годы жизни)                            | Окончание  |               | Партия                      | Пр.                  |
| ------ | ------- | ------------------------------------------- | ---------- | ------------- | --------------------------- | -------------------- |
|        |         | Янис Чаксте (1859—1927) латыш. Jānis Čakste | 1 мая 1920 | 7 ноября 1922 | Латышский крестьянский союз | [ 18 ] [ 19 ] [ 20 ] |

## Латвийская Республика (до 1940)
7 ноября 1922 года, с истечением полномочий Учредительного собрания, его председатель Янис Чаксте стал исполняющим обязанности президента Латвии. Спустя неделю Сейм Латвии избрал его на этот пост. 15 мая 1934 года глава правительства Карлис Улманис осуществил государственный переворот, распустил Сейм и все партии, приостановил действие конституции, а по истечении 11 апреля 1936 года срока полномочий президента Албертса Квиесиса принял на себя полномочия президента, став де-факто диктатором Латвии.
После подписания 23 августа 1939 года Договора о ненападении между Германией и Советским Союзом, секретным дополнительным протоколом к которому Латвия была отнесена к сфере интересов СССР, СССР оказал давление на Латвию, сначала вынудив её предоставить в его распоряжение несколько военных и военно-морских баз на латвийской территории (на основании Пакта о взаимопомощи между СССР и Латвийской Республикой от 5 октября 1939 года). 17 июня 1940 года в Латвию вошли подразделения Красной Армии. 20 июня 1940 года в соответствии с условиями советского ультиматума президент Улманис назначил новое правительство, состав которого был предложен А. Я. Вышинским, уполномоченным ЦК ВКП(б) по Латвии. 14 и 15 июля были проведены выборы в Народный Сейм (латыш. Tautas Saeima), в которых участвовал единственный список — «Блок трудового народа» (латыш. Darba tautas bloks). 21 июля 1940 года Народный Сейм провозгласил Латвийскую Советскую Социалистическую Республику.  До принятия 25 августа 1940 года новой Конституции (по образцу Конституции СССР) обязанности президента исполнял глава просоветского правительства Аугуст Кирхенштейн.
|          | Портрет        | Имя (годы жизни)                                                                             | Полномочия     | Полномочия      | Партия                                           | Выборы      | Пр.                  |
| Начало   | Портрет        | Имя (годы жизни)                                                                             | Окончание      |                 | Партия                                           | Выборы      | Пр.                  |
| -------- | -------------- | -------------------------------------------------------------------------------------------- | -------------- | --------------- | ------------------------------------------------ | ----------- | -------------------- |
| и. о.    |                | Янис Чаксте (1859—1927) латыш. Jānis Čakste                                                  | 7 ноября 1922  | 18 ноября 1922  | Латышский крестьянский союз                      | [ комм. 3 ] | [ 18 ] [ 19 ] [ 20 ] |
| 1 (I)    | 18 ноября 1922 | Янис Чаксте (1859—1927) латыш. Jānis Čakste                                                  | 3 ноября 1925  | 1922            | Латышский крестьянский союз                      |             | [ 18 ] [ 19 ] [ 20 ] |
|          | 18 ноября 1922 | Янис Чаксте (1859—1927) латыш. Jānis Čakste                                                  | 3 ноября 1925  | 1922            | Демократический центр                            |             | [ 18 ] [ 19 ] [ 20 ] |
| и. о.    |                | Паулс Калныньш (1872—1945) латыш. Pauls Kalniņš                                              | 3 ноября 1925  | 10 ноября 1925  | Латвийская социал-демократическая рабочая партия | [ комм. 5 ] | [ 46 ] [ 47 ]        |
| 1 (II)   |                | Янис Чаксте (1859—1927) латыш. Jānis Čakste                                                  | 10 ноября 1925 | 14 марта 1927   | Демократический центр                            | 1925        | [ 18 ] [ 19 ] [ 20 ] |
| и. о.    |                | Паулс Калныньш (1872—1945) латыш. Pauls Kalniņš                                              | 14 марта 1927  | 8 апреля 1927   | Латвийская социал-демократическая рабочая партия | [ комм. 5 ] | [ 46 ] [ 47 ]        |
| 2        |                | Густавс Земгалс (1871—1939) латыш. Gustavs Zemgals                                           | 8 апреля 1927  | 8 апреля 1930   | Демократический центр                            | 1927        | [ 24 ] [ 25 ] [ 26 ] |
| и. о.    |                | Паулс Калныньш (1872—1945) латыш. Pauls Kalniņš                                              | 8 апреля 1930  | 11 апреля 1930  | Латвийская социал-демократическая рабочая партия | [ комм. 5 ] | [ 46 ] [ 47 ]        |
| 3 (I—II) |                | Албертс Квиесис (1881—1944) латыш. Alberts Kviesis                                           | 11 апреля 1930 | 11 апреля 1933  | Латышский крестьянский союз                      | 1930        | [ 48 ]               |
| 3 (I—II) | 11 апреля 1933 | Албертс Квиесис (1881—1944) латыш. Alberts Kviesis                                           | 11 апреля 1936 | 1933            | Латышский крестьянский союз                      |             | [ 48 ]               |
|          | 11 апреля 1933 | Албертс Квиесис (1881—1944) латыш. Alberts Kviesis                                           | 11 апреля 1936 | 1933            | независимый                                      |             | [ 48 ]               |
| 4        |                | Карлис Аугустс Вилхелмс Улманис (1877—1942) латыш. Kārlis Augusts Vilhelms Ulmanis           | 11 апреля 1936 | 21 июля 1940    | независимый                                      | [ комм. 8 ] | [ 49 ] [ 50 ] [ 51 ] |
| и. о.    |                | Аугустс Кирхенштейнс (1872—1963) латыш. Augusts Kirhenšteins (Август Мартынович Кирхенштейн) | 21 июля 1940   | 25 августа 1940 | независимый                                      | [ комм. 9 ] | [ 52 ] [ 53 ] [ 54 ] |

## Латвийская ССР (1940—1990)

Герб Латвийской ССР

После ввода 17 июня 1940 года в Латвию подразделений Красной Армии и назначения 20 июня 1940 года просоветского правительства, 14 и 15 июля были проведены выборы в Народный Сейм (латыш. Tautas Saeima), в которых участвовал единый и единственный список «Блок трудового народа» (латыш. Darba tautas bloks).
На своём первом заседании 21 июля 1940 года Народный Сейм провозгласил Латвийскую Советскую Социалистическую Республику и направил просьбу принять Латвийскую ССР в состав СССР. 5 августа 1940 года Латвия вошла в состав СССР как одна из союзных республик, 25 августа 1940 года была принята новая конституция (по образцу Конституции СССР), утверждён новый высший однопалатный орган государственной власти — Верховный Совет Латвийской ССР (латыш. Latvijas PSR Augstākā padome), в который был преобразован Народный Сейм. С июля 1941 года по октябрь 1944 года, в период немецкой оккупации Латвии, Верховный Совет и его органы работали в эвакуации в Москве. Согласно конституции 1940 года срок полномочий Верховного Совета составлял четыре года, а по конституции 1978 года — 5 лет. В период между сессиями функции высшего органа государственной власти осуществлял избираемый из числа депутатов Президиум во главе с Председателем Президиума (латыш. Augstākās Padomes Prezidija priekšsēdētājs).
4 мая 1990 года Верховный Совет Латвийской ССР принял «Декларацию о восстановлении независимости Латвийской Республики», по которой восстанавливались наименование страны «Латвийская Республика» (латыш. Latvijas Republika) и конституция 1922 года и устанавливался переходный период, завершённый 21 августа 1991 года принятием Верховным Советом конституционного закона «О государственности Латвийской Республики»
|        | Портрет                                      | Имя (годы жизни)                                                                             | Полномочия      | Полномочия      | Партия                         | Пр.                  |
| Начало | Портрет                                      | Имя (годы жизни)                                                                             | Окончание       |                 | Партия                         | Пр.                  |
| ------ | -------------------------------------------- | -------------------------------------------------------------------------------------------- | --------------- | --------------- | ------------------------------ | -------------------- |
|        |                                              | Аугустс Кирхенштейнс (1872—1963) латыш. Augusts Kirhenšteins (Август Мартынович Кирхенштейн) | 25 августа 1940 | 10 марта 1952   | независимый                    | [ 52 ] [ 53 ] [ 54 ] |
|        | Коммунистическая партия (большевиков) Латвии | Аугустс Кирхенштейнс (1872—1963) латыш. Augusts Kirhenšteins (Август Мартынович Кирхенштейн) | 25 августа 1940 | 10 марта 1952   |                                | [ 52 ] [ 53 ] [ 54 ] |
|        |                                              | Карлис Озолиньш (1905—1987) латыш. Kārlis Ozoliņš (Карл Мартынович Озолинь)                  | 10 марта 1952   | 27 ноября 1959  | Коммунистическая партия Латвии | [ 64 ]               |
|        |                                              | Янис Калнберзиньш (1893—1986) латыш. Jānis Kalnbērziņš (Ян Эдуардович Калнберзинь)           | 27 ноября 1959  | 5 мая 1970      | Коммунистическая партия Латвии | [ 65 ]               |
|        |                                              | Виталийс Рубенис (1914—1994) латыш. Vitālijs Rubenis (Виталий Петрович Рубен)                | 5 мая 1970      | 20 августа 1974 | Коммунистическая партия Латвии | [ 66 ]               |
|        |                                              | Петерис Страутманис (1919—2007) латыш. Pēteris Strautmanis (Пётр Якубович Страутманис)       | 20 августа 1974 | 22 июля 1985    | Коммунистическая партия Латвии | [ 67 ]               |
|        |                                              | Янис Вагрис (1930—2023) латыш. Jānis Vagris (Янис Янович Вагрис)                             | 22 июля 1985    | 6 октября 1988  | Коммунистическая партия Латвии | [ 68 ]               |
|        |                                              | Анатолий Горбунов (род. 1942) латыш. Anatolijs Gorbunovs (Анатолий Валерианович Горбунов)    | 6 октября 1988  | 4 мая 1990      | Коммунистическая партия Латвии | [ 69 ] [ 70 ]        |

## После восстановления независимости (с 1990)
4 мая 1990 года Верховный Совет Латвийской ССР принял «Декларацию о восстановлении независимости Латвийской Республики», по которой восстанавливались наименование страны «Латвийская Республика» (латыш. Latvijas Republika) и конституция 1922 года и устанавливался переходный период, завершённый 21 августа 1991 года принятием Верховным Советом конституционного закона «О государственности Латвийской Республики» (при этом до созыва 5 июля 1993 года нового Сейма высшими государственными полномочиями продолжал обладать Верховный Совет).
6 сентября 1991 года независимость Латвии признал Государственный совет СССР. 5 июля 1993 года в Латвии были восстановлены посты Президента государства (латыш. Latvijas Valsts prezidents) как главы государства и Президента министров (латыш. Latvijas Ministru prezidents) как главы правительства (при этом до созыва 5 июля 1993 года нового Сейма  высшими государственными полномочиями продолжал обладать реорганизованный Верховный Совет Латвийской Республики (латыш. Latvijas Republikas Augstākā padome) во главе с его председателем, которым остался Анатолий Валерианович Горбунов.
|                                                                          | Портрет                                                                  | Имя (годы жизни)                                                                          | Полномочия                                                               | Полномочия                                                               | Партия                                                                   | Выборы                                                                   | Пр.                                                                      |
| Начало                                                                   | Портрет                                                                  | Имя (годы жизни)                                                                          | Окончание                                                                |                                                                          | Партия                                                                   | Выборы                                                                   | Пр.                                                                      |
| председатель Верховного совета (латыш. Augstākās Padomes priekšsēdētājs) | председатель Верховного совета (латыш. Augstākās Padomes priekšsēdētājs) | председатель Верховного совета (латыш. Augstākās Padomes priekšsēdētājs)                  | председатель Верховного совета (латыш. Augstākās Padomes priekšsēdētājs) | председатель Верховного совета (латыш. Augstākās Padomes priekšsēdētājs) | председатель Верховного совета (латыш. Augstākās Padomes priekšsēdētājs) | председатель Верховного совета (латыш. Augstākās Padomes priekšsēdētājs) | председатель Верховного совета (латыш. Augstākās Padomes priekšsēdētājs) |
| ------------------------------------------------------------------------ | ------------------------------------------------------------------------ | ----------------------------------------------------------------------------------------- | ------------------------------------------------------------------------ | ------------------------------------------------------------------------ | ------------------------------------------------------------------------ | ------------------------------------------------------------------------ | ------------------------------------------------------------------------ |
|                                                                          |                                                                          | Анатолий Горбунов (род. 1942) латыш. Anatolijs Gorbunovs (Анатолий Валерианович Горбунов) | 4 мая 1990                                                               | 6 июля 1993                                                              | Коммунистическая партия Латвии                                           | [ комм. 13 ]                                                             | [ 69 ] [ 70 ]                                                            |
|                                                                          | независимый                                                              | Анатолий Горбунов (род. 1942) латыш. Anatolijs Gorbunovs (Анатолий Валерианович Горбунов) | 4 мая 1990                                                               | 6 июля 1993                                                              |                                                                          | [ комм. 13 ]                                                             | [ 69 ] [ 70 ]                                                            |
| президент (латыш. prezidents)                                            |                                                                          |                                                                                           |                                                                          |                                                                          |                                                                          |                                                                          |                                                                          |
| и. о.                                                                    |                                                                          | Анатолий Горбунов (род. 1942) латыш. Anatolijs Gorbunovs (Анатолий Валерианович Горбунов) | 6 июля 1993                                                              | 8 июля 1993                                                              | независимый                                                              | [ комм. 15 ]                                                             | [ 69 ] [ 70 ]                                                            |
| 5 (I—II)                                                                 |                                                                          | Гунтис Улманис (род. 1939) латыш. Guntis Ulmanis                                          | 8 июля 1993                                                              | 8 июля 1996                                                              | Крестьянский союз Латвии                                                 | 1993                                                                     | [ 73 ] [ 74 ]                                                            |
| 5 (I—II)                                                                 | 8 июля 1996                                                              | Гунтис Улманис (род. 1939) латыш. Guntis Ulmanis                                          | 8 июля 1999                                                              | 1996                                                                     | Крестьянский союз Латвии                                                 |                                                                          | [ 73 ] [ 74 ]                                                            |
| 6 (I—II)                                                                 |                                                                          | Вайра Вике-Фрейберга (род. 1937) латыш. Vaira Vīķe-Freiberga                              | 8 июля 1999                                                              | 8 июля 2003                                                              | независимый                                                              | 1999                                                                     | [ 75 ] [ 76 ]                                                            |
| 6 (I—II)                                                                 | 8 июля 2003                                                              | Вайра Вике-Фрейберга (род. 1937) латыш. Vaira Vīķe-Freiberga                              | 8 июля 2007                                                              | 2003                                                                     | независимый                                                              |                                                                          | [ 75 ] [ 76 ]                                                            |
| 7                                                                        |                                                                          | Валдис Затлерс (род. 1955) латыш. Valdis Zatlers                                          | 8 июля 2007                                                              | 8 июля 2011                                                              | независимый                                                              | 2007                                                                     | [ 77 ] [ 78 ]                                                            |
| 8                                                                        |                                                                          | Андрис Берзиньш (род. 1944) латыш. Andris Bērziņš                                         | 8 июля 2011                                                              | 8 июля 2015                                                              | независимый                                                              | 2011                                                                     | [ 79 ] [ 80 ]                                                            |
| 9                                                                        |                                                                          | Раймондс Вейонис (род. 1966) латыш. Raimonds Vējonis                                      | 8 июля 2015                                                              | 8 июля 2019                                                              | Латвийская зелёная партия                                                | 2015                                                                     | [ 81 ] [ 82 ]                                                            |
| 10                                                                       |                                                                          | Эгилс Левитс (род. 1955) латыш. Egils Levits                                              | 8 июля 2019                                                              | 8 июля 2023                                                              | Латвийский путь                                                          | 2019                                                                     | [ 83 ] [ 84 ]                                                            |
| 11                                                                       |                                                                          | Эдгарс Ринкевичс (род. 1973) латыш. Edgars Rinkēvičs                                      | 8 июля 2023                                                              | действующий                                                              | Единство в составе партийного объединения «Новое единство»               | 2023                                                                     | [ 85 ] [ 86 ]                                                            |